# إمارة القوقاز الإسلامية

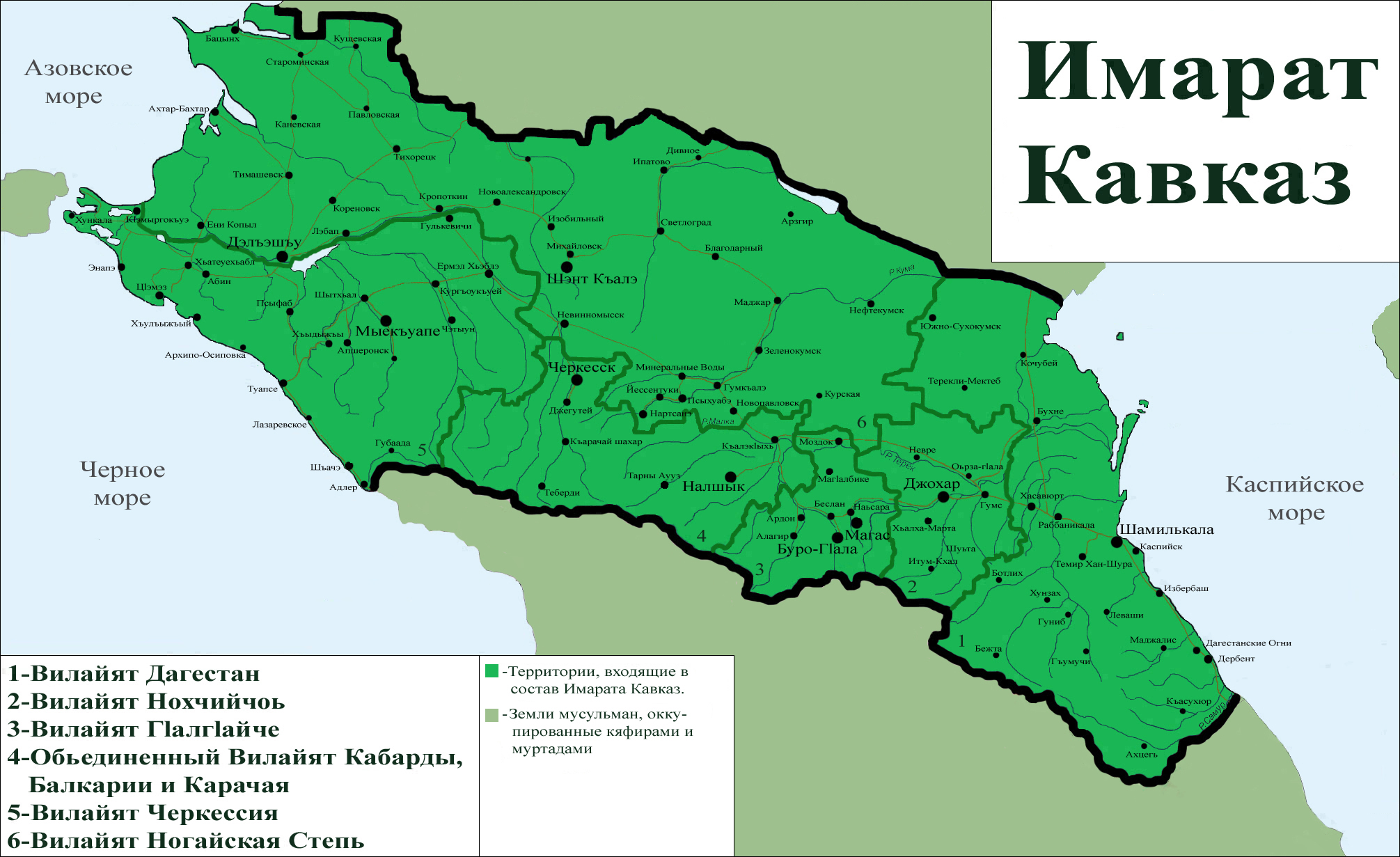
خريطة إمارة القوقاز الإسلامية

علم إمارة القوقاز الإسلامية

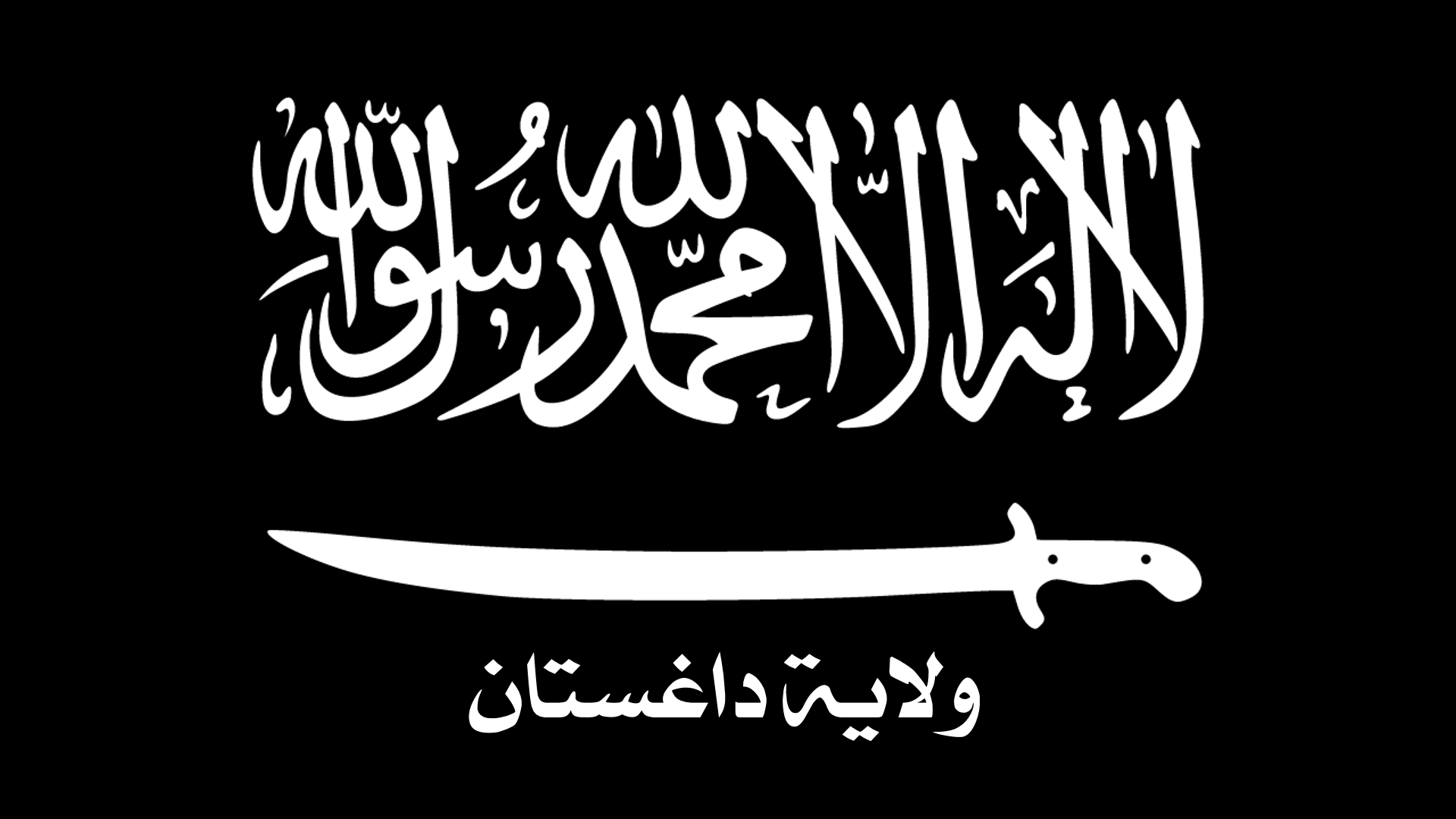
علم ولاية داغستان

إمارة القوقاز الإسلامية هي جماعة إسلامية جهادية ناشطة في منطقة شمال القوقاز، وهي تهدف إلى إقامة دولة إسلامية مستقلة (الإمارة) على أراضي الجهموريات الإسلامية القوقازية الواقعة اليوم تحت سيطرة روسيا الاتحادية.
أعلن عن قيام إمارة القوقاز في 7 تشرين الأول عام 2007 رئيس جمهورية الشيشان إشكيريا آنذاك دوكو عمروف، وحول جمهورية الشيشان إشكيريا إلى «ولاية الشيشان-نوخشيشو» وجعلها جزءا وولاية تابعة لإمارة القوقاز. كما لاحظ الباحثون العسكريون الأمريكيون في 2012، فإن تشكيل إمارة القوقاز في عام 2007 حوَّل المقاومة الشيشانية القومية إلى مقاومة إسلامية في منطقة شمال القوقاز بأكملها.
أما في الواقع فإن إمارة القوقاز لا تملك سيطرة على الأراضي التي تطالب بها، وإنما هي جماعات جهادية ناشطة في كل من: داغستان والشيشان وإنغوشيتيا وقبردينو - بلقاريا وقراتشاي - تشيركيسيا، حيث تنشط تلك الجماعات في مناطق جبلية من تلك الجمهوريات. وتوجد جماعات جهادية تابعة لإمارة القوقاز في وسط روسيا أيضا، في تتارستان ومنطقة أورال.
تلك الجماعات المختلفة، توحدها أيديولوجيا الدينية - للكفاح المسلح ضد الدولة الروسية في شمال القوقاز، والسلطات المحلية وقوات الأمن الروسية. تقوم الحركة على أفكار جهادية.
اعترفت الأمم المتحدة بأنها منظمة إرهابية مرتبطة بتنظيم القاعدة وأدرجت في قائمة العقوبات. وهي محظورة في روسيا ومعترفة أيضا بأنها منظمة إرهابية من قبل الولايات المتحدة الأمريكية والمملكة المتحدة وكندا ودولة الإمارات العربية المتحدة.
في 23 يونيو 2015 صرح ممثل تنظيم «الدولة الإسلامية» أبو محمد العدناني أن مسلحي إمارة القوقاز قد بايعوا «الخليفة» أبو بكر البغدادي، وبناء على ذلك أعلن إنشاء «ولاية القوقاز» برئاسة «الوالي» أبو محمد القدري، لكن تصريح العدناني هذا لم تتلق أي تأكيد من قادة إمارة القوقاز أبو عثمان الغيمراوي، وزليم شيبزوخوف، وأصلانبك فادالوف.
بعد مقتل أبي عثمان الغيمراوي – الأمير الثالث للإمارة في ضواحي قرية غيمري بداغستان عام 2015، لم تأت أي معلومات بانتخاب أمير جديد لـ«إمارة القوقاز» وذلك يشير إلى إضعاف «إمارة القوقاز» وربما إلى إنهاء وجودها ككل.

## إعلان عن قيام الإمارة
وفقا للتقرير الذي نشره موقع «العقدة القوقازية» في 31 أكتوبر 2007 فإن دوكو عمروف وبعد إعلانه في القوقاز الإمارة الإسلامية، استقال عن منصب رئيس
جمهورية الشيشان_إشكيريا الذي كان يشغله ليصبح بذلك أول أمير للإمارة المعلنة.
وبذلك أصبح دوكو عمروف أميرا وزعيما وسلطة تشريعية وحيدة لكل منطقة شمال القوقاز - داغستان والشيشان وإنغوشيتيا، وجزء من إقليم ستافروبول، أوسيتيا الشمالية-ألانيا، قبردينو - بلقاريا وقراتشاي - تشيركيسيا.
وتم تعيين أمراء لكل ولاية تابعة للإمارة.
قال عمروف في شريط فيديو المسجل لإعلان عن قيام إمارة القوقاز ما يلي:

## ردود الفعل
أدت هذه الخطوة لهزة عنيفة في صفوف المقاومة الشيشانية، ففي الخارج، أدان عدد من أعضاء حكومة وبرلمان جمهورية إيشكريا الشيشانية هذا الإعلان. فقدم وزير الخارجية أحمد زكاييف، المقيم في المنفى في لندن، استقالته وأسس جبهة لمعارضة الإمارة وطلب من القادة الميدانيين في الشيشان عدم طاعة الأمير عمروف وأن يكونوا مسئولين أمام البرلمان الشيشاني. كما أسس عدد من المنفيين الشيشان في الخارج حكومتين موازيتين للإمارة. بدأ أحمد زكاييف بإشاعة الأكاذيب حول الأمير دوكو عمروف بإتهامه بالعمالة لجهاز FSB وأن إعلان الإمارة كان الهدف منه إلغاء القضية الشيشانية. نتيجة لهذه الهجمة الشرسة التي تعرضت لها الإمارة من الشيشان المقيمين في الخارج وعلى رأسهم أحمد زكاييف حولت ملف هؤلاء إلى مخابرات وقضاء الإمارة لإصدار حكم يتوافق مع الشريعة الإسلامية.
على جانب مجاهدي الإمارة، بعد إعلان قيام الإمارة أصدر الأمير أبو أنس مهند كلمة مرئية أدان فيها التطاول على أمير القوقاز دوكو عمروف وأعلن أن المجاهدين في القوقاز جميعهم مطيعين له ودعا أنصار القضية الشيشانية في الخارج للسمع والطاعة له. كما أعلن في 24 نوفمبر 2007م عن تعرض الأمير عمروف لمحاولة اغتيال، واعتبر عمروف أن سيناريو الذي حيكت فيها محاولة الاغتيال مشابه لطريقة الرؤساء السابقين مسخادوف وسعيدولاييف، أشير إلى ظهور معلومات جديدة حول احتمال ضلوع عدد من أعضاء الحكومة الشيشانية في الخارج فيها. كما أصدر خطابين جديدين مؤرخين في 4 و11 نوفمبر 2007م رد فيهما على منتقدي إعلان الإمارة في الخارج بأن المجاهدين الشباب اليوم في الشيشان والقوقاز هم أصحاب عقيدة صحيحة وهدفهم هو إقامة الشريعة الإسلامية في القوقاز والإمارة هي السلطة الوحيدة الشرعية في القوقاز وهدد بقتل أي من يحاول التمرد على سلطة الإمارة في القوقاز. كخطوة تكميلية لهذا القرار أصدر الأمير عمروف عدة مراسيم منها قرار بحل جمهورية إيشكريا الشيشانية وسائر مؤسساتها السياسية كالحكومة والبرلمان وجعلها ولاية ضمن إمارة القوقاز.
بالرغم من المواقف المعارضة لإعلان الإمارة لم تتأثر عمليات المجاهدين في سائر القوقاز، وفي سبيل جمع صف المجاهدين قام الأمير أبو عثمان دوكو عمروف بجولة تفقدية في عدد من ولايات القوقاز في الفترة بين 15 يناير و24 يناير 2008م وهي ولاية نخشيشو (الشيشان) وغلغايشو (إنغوشيا) وإطلع على وضع المجاهدين في الشتاء والإستعدادت لفصلي الربيع والصيف القادمين.

## العلاقات الخارجية
تحتفظ إمارة القوقاز الإسلامية بعلاقات قوية بكثير من الحركات الجهادية ومنها تنظيم القاعدة في جزيرة العرب حيث أصدرت الجماعة بيان عند مقتل محمد أبو عثمان الغيمراوي حمل عنوان (تعزيه في استشهاد الأمير أبي عثمان الغيمراوي رحمه الله) 